# کولین کالدروود
کولین کالدروود (انگلیسی: Colin Calderwood؛ زادهٔ ۲۰ ژانویهٔ ۱۹۶۵) یک بازیکن فوتبال سابق و مربی اهل اسکاتلند است.
وی سابقه بازی برای تیم‌های باشگاه فوتبال منزفیلد تاون، سوئیندون تاون، تاتنهام هاتسپر، استون ویلا، ناتینگهام فارست و باشگاه فوتبال نوتس کانتی و همین‌طور ۳۶ بازی ملی برای تیم ملی فوتبال اسکاتلند در کارنامه دارد.